# Johannes Koch von Gailenbach

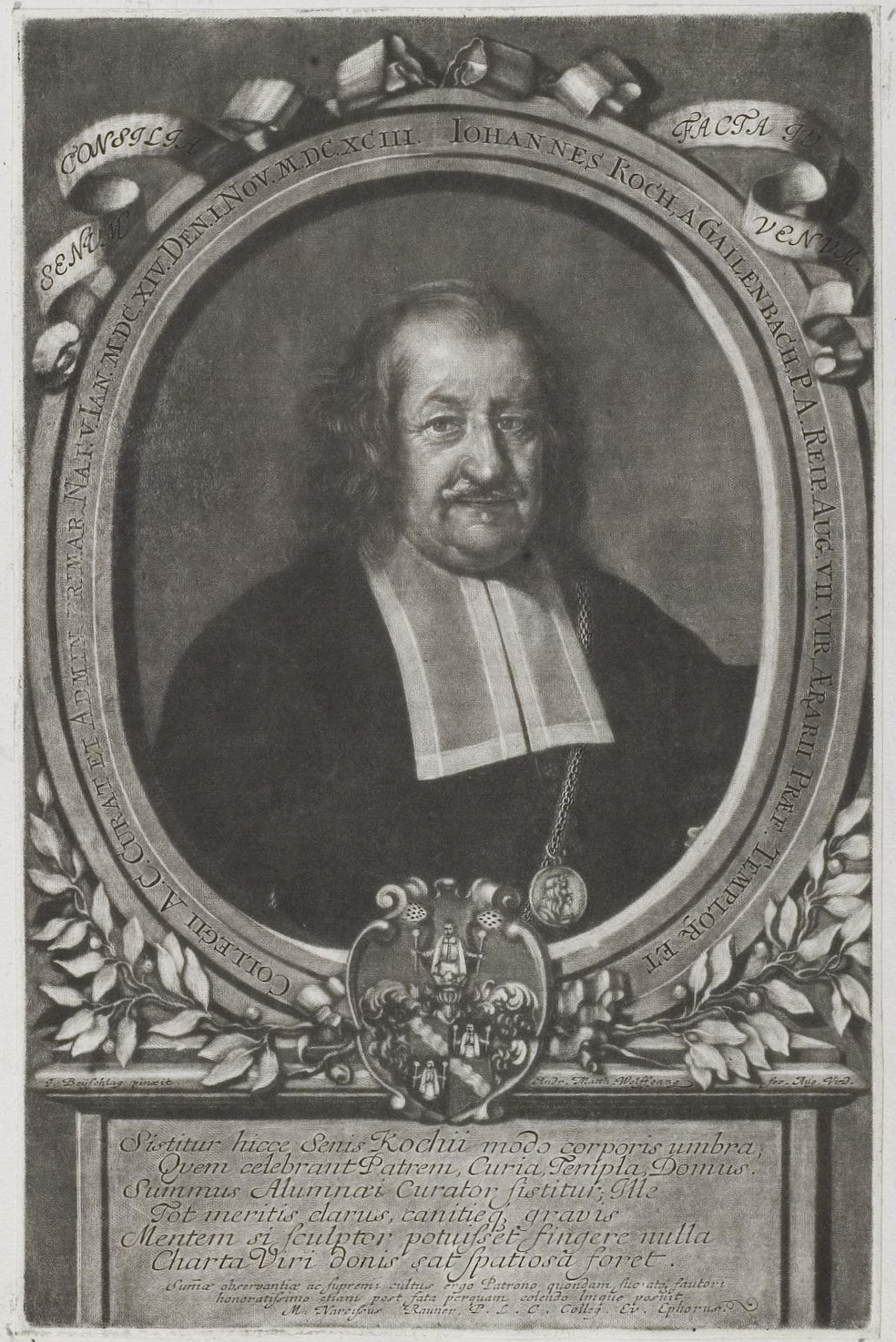
Porträt von Johannes Koch von Gailenbach

Johannes Koch von Gailenbach, auch Johann Koch von Gailenbach (* 5. Januar 1614 in Augsburg; † 1. November 1693 ebenda) war ein deutscher Augsburger Patrizier, Oberkirchenpfleger und Geheimer Rat.

## Leben
Johannes Koch war das einzige Kind aus der zweiten Ehe von Matthias Koch (1581–1633), einem Kaufmann aus Memmingen, der 1622 das Schloss Gailenbach in Edenbergen erworben hatte. Seine Mutter war Philippina Steininger (1585–1659). 1628 ging Johannes für zwei Jahre nach Lucca und besuchte anschließend in Leipzig wohl die dortige Universität. Nach Reisen in die Spanischen Niederlande, nach England und Frankreich kehrte er 1635 – im so genannten „Hungerjahr“ des Dreißigjährigen Krieges – nach Augsburg zurück. Am 28. Juli 1642 heiratete er Sabina Lotter (1620–1676), mit der er sechs Kinder hatte. 1669 übernahm er das Schloss Gailenbach.
Neben seiner Tätigkeit als Kaufmann beschäftigte sich Johannes intensiv mit der Mathematik und lernte bei Johann Wiesel (1583–1662), dem ersten gewerblichen Fernrohrbauer im deutschen Raum. Er nutzte seine Fertigkeiten mehrfach zur Herstellung von Geschenken wie einem Kompass oder einer kunstvollen Uhr für Kaiser Ferdinand III., wodurch er in dessen Gunst stieg. Daneben machte er sich während der letzten Jahre des Dreißigjährigen Krieges um das evangelische Kirchenwesen in Augsburg verdient, wo er als Oberkirchenpfleger die Finanzen verwaltete. In der Folge wurde Johannes 1654 zusammen mit seinem Halbbruder Matthias dem Jüngeren Koch von Gailenbach (1610–1680) nobilitiert („Koch von Gailenbach“) und in das Augsburger Patriziat aufgenommen. 1675 wurde er in den Geheimen Rat aufgenommen.

## Nachkommen
⚭ 28. Juli 1642 Sabina Lotter (1620–1676)
1. Johann Matthias Koch von Gailenbach (1646–1713)
2. Anna Philippina Koch von Gailenbach (1648–1705)
3. Maria Sabina Koch von Gailenbach (1650–1712), ⚭ 1675 in Augsburg Eberhard Heider, zu Lübeck, † 1714, Sohn des Lindauer Patriziers Valentin Heider[6]
4. Anna Barbara Koch von Gailenbach (1652–1744)
5. Johann Christoph Koch von Gailenbach (1653/1654–1717)
6. Regina Koch von Gailenbach (1655–1678)